# Angyalföld
Angyalföld Budapest XIII. kerületének öt városrésze közül a legnagyobb. A köznyelvben néha az egész kerület megnevezésére is használják.

## Fekvése
A kerület északi részén terül el, észak–déli tengelye a Dunához közel futó Váci út.

### Határai
A Budapest–Esztergom-vasútvonal a Duna folyamtól, Új Palotai út, Dugonics utca, Madridi utca, Szent László út, Kámfor utca, Tatai utca, Szegedi út, Budapest–Szob-vasútvonal, Bulcsú utca, Lehel tér keleti és nyugati oldala, Váci út, Meder utca és a Duna a MÁV esztergomi vonaláig.

## Közösségi közlekedése

### Vasút
A kerület (és a városrész) északi határán húzódik a Budapest–Esztergom-vasútvonal, annak mentén két megálló, Újpest és Angyalföld található.

### Helyi tömegközlekedés
A kerületrészt határoló Váci út mentén észak-déli irányban halad az M3-as metró. Ezen kívül érinti még vagy rajta a 75-ös és a 79-es trolibusz, az 1-es, az 1A és a 14-es villamos, valamint a buszjáratok közül a 15-ös, a 20E, a 26-os, a 30-as, a 30A, a 32-es, a 34-es, a 105-ös, a 106-os, a 120-as és a 230-as.
Budapest éjszakai járatai közül a 901-es, a 914-es, a 914A, a 918-as, a 950-es és a 950A áll meg a városrészben.

## Nevének eredete
Nevének eredete bizonytalan, a mai magyar név a 19. századi német eredeti, az Engelsfeld tükörfordítása. A legvalószínűbb feltételezés szerint a korábban a Rákos-patak mellett található Ördögmalomról kapta nevét, így először Ördögföld volt (Teufelsfeld), amelyet a pesti népnyelv játékosan Angyalföldre (Engelsfeldre) változtatott. Egy másik, Kassák Lajos által is megörökített változat szerint a 19. század első felében a pesti kéjhölgyek az akkoriban külterületnek számító térségbe jártak ki angyalcsinálásra, azaz gyermekük elvetetésére, így kapta a terület az Angyalföld nevet.
Angyalföld, ki onnan kaptad a neved, hogy a bábák is boszorkányok asszonyaid öléből halva hozták világra a csecsemőket, sok ezer mécsest kioltottak, mielőtt fellobogott a lángjuk és így neveztek el téged az angyalok földjének, ahelyett, hogy a sátán véres áldozatának neveztek volna.
A kerület saját honlapja szerint az elnevezés inkább a Dél-Tirolból betelepült Stefan Eng(e)lre vezethető vissza, aki már az 1770-es évek összeírásaiban szerepelt régi szőlőbirtokosként (akkor a Terézváros kültelkeként). Az Engelsfeldnek nevezett terület tükörfordítása lehet Angyalföld.

### Magdolnaváros
1938-ban a mai Angyalföld, Vizafogó és Újlipótváros városrészek által lefedett területet Horthy Miklós kormányzó feleségéről, Purgly Magdolnáról Magdolnavárosra nevezték át. Ez közel egybeesett magának a XIII. kerületnek mint önálló közigazgatási egységnek a tényleges létrejöttével: az átnevezést június 1-jén hirdették ki, két héttel a XIII. kerület megalakulása előtt. Ezt a nevet azonban a második világháború befejezését követően visszaváltoztatták Angyalföldre.

## Története
Az eredetileg főleg galambosok lakta, iparosodott terület 1930-ban a főváros VI. kerületéhez, 1950-ben pedig a XIII. kerülethez került.
A lakáskörülmények fővárosi szinten is nyomorúságosak voltak a 20. század első felében. Ahogy a mondás is tartja: „a Galambos operába is angyalföldi cigányként indul”. A második világháború után több nyomortelep helyén épültek lakótelepek. A terület fejlődését az észak-déli metró Váci út alatt futó vonala is segítette, illetve segíti. A rendszerváltás Magyarországon óta a hagyományos ipari jelleg visszafejlődött, és a második évezred elejére a Duna-part luxuslakásokkal való beépítése is előrehaladt.
A hajdani ipari zónák a Váci út mentén mára szinte teljesen átalakultak: irodaházak, kis- és nagykereskedelmi egységek, lakóparkok vették át üzemcsarnokok helyét.
A kerületi önkormányzat a korábbi városrészek közül az Erdőtelkek, Felsőbikarét (Napföld) és Lőportárdűlő neveket nem újította fel, egykori területüket is Angyalföldhöz csatolta. Az Északi pályaudvart a két háború között Horthy Miklós feleségéről, Magdolnáról nevezték el, így lett e terület Magdolnaváros. Később Angyalföldnek nevezték el.

## Népessége, lakásállománya
1926-ban Angyalföldnek (a mai XIII. kerület Dráva utcától és a Dózsa György úttól északra fekvő része) 76 542 lakosa volt, ezzel a főváros ötödik legnépesebb kerületének számított, egyben az egyik legtipikusabb munkáskerületnek is, mivel lakosainak túlnyomó része vagyontalan gyári munkás volt. Magyar anyanyelvű volt a népesség 95%-a, német 2,7%-a, szlovák 1,3%-a. A felekezetek között, Budapest többi részéhez hasonlóan, a római katolikusok alkották a legnépesebb közösséget 71,3%-kal, őket követték a reformátusok (13,8%), a zsidók (8%) és az evangélikusok (4,9%). 1926-ban a kerület 18 349 lakásának 82,7%-a volt egyszobás, 14,7%-a kétszobás és csak a maradék 2,6% volt három- vagy többszobás.

## Kultúra
- Itt találták meg 1925-ben az ún. angyalföldi kincset.
- József Attila Művelődési Ház
- Láng Művelődési Központ
- A Beatrice együttes Angyalföld és Fenyő Miklós Angyalföldi pálmafák című dala is erről a területről szól.
- Mózes Lajos írónak a Legjobb Helyek Fortélyai című novelláskötete az 50-es-től a 70-es évek személyes sztorijait idézi fel.

## Gazdaság
A 19. század végétől gyorsan iparosodott.

### Gyártelepek a Váci út mentén
- A legrégebbi gyár a Láng Gépgyár, de jelentős volt a hajógyár (GANZ Magyar Hajó- és Darugyár, MHD) is.

További híres Váci úti gyárak voltak (a keresztutcák zárójelben):
- Magyar Acélöntő és Csőgyár (Frangepán utca)
- Magyar Acélárugyár (Fáy utca)
- Csavaripari Vállalat (Csavargyár utca)
- Elzett Zár- és Lakatgyár (Bence utca)
- Tungsram Adócsőgyár
- Felvonógyár (Dunyov István utca)
- VBKM Akkumulátorgyár (Fiastyúk utca mellett)
- RICO Kötszerművek (Babér utca)
- Habselyem Kötöttárugyár (Szekszárdi út)
- Angyalföldi Kenyérgyár (vasúti felüljáró)
- Petneházy Kenyérgyár (Petneházy utca)
- Kender-Juta Gyár (Toborzó utca)
- SZIM Köszörűgépgyár (Dévai, Kassák és Lőportár utcák)
- Szalag- és Zsinórgyár (Petneházy utca)

A rendszerváltás után az ipar visszaszorult és a privatizáció óta a kereskedelem és a szolgáltatások kerültek előtérbe. A korábbi gyártelepeket felszámolták, felosztották, a helyükön lakóparkok, üzletházak találhatók.

## Híres emberek
- Angyal Éva válogatott kézilabdázó
- Klampár Tibor legendás többszörös világbajnok, Európa-bajnok asztaliteniszező
- Cziffra György zongoraművész
- A városrészhez kötődik Kassák Lajos költő, író pályájának jelentős része.
- Itt született és itt élte gyermekkorát Fenyő Miklós énekes.
- A Ladánybene 27 tagjai két itteni középiskolába jártak. Klubjuk az itteni József Attila Művelődési Házban működött.
- Itt született Papp Ferenc, az Irigy Hónaljmirigy együttes tagja.
- Itt született Polgár Tamás, a Tomcat néven ismertté vált blogger.[6]
- Vámosi János, énekes élete a kerülethez köthető.
- Radics Béla (híres zenész) gyermekkora is a XIII. kerülethez kötődik.
- Zana Zoltán (Ganxsta Zolee) is igazi angyalföldinek vallja magát.
- Papp László ökölvívó itt töltötte gyermekkorát, emléktáblája a Kassák Lajos utca egyik régi házán látható.
- Pásztor Erzsi Kossuth- és Jászai Mari-díjas színésznő a városrész lakója

## Főbb közterületek
- Váci út
- Lehel utca
- Béke utca
- Bulcsú utca
- Népfürdő utca
- Dózsa György út
- Rokon utca
- Fiastyúk utca
- Dráva utca
- Róbert Károly körút
- Reitter Ferenc utca
- Tomori köz
- Máglya köz
- Babér utca
- Dagály utca